# East Side Gallery
East Side Gallery é uma galeria de arte ao ar livre situada em uma seção de 1316 metros, no lado leste do antigo muro de Berlim, que foi preservado da demolição. Está localizado próximo ao centro de Berlim, na rua Mühlenstraße em Friedrichshain-Kreuzberg, ao longo das margens do rio Spree. É considerado a galeria de arte ao ar livre de maior duração no mundo.

## Descrição
A galeria consiste de 105 pinturas de artistas de todo o mundo, iniciadas em 1990 no lado leste do muro de Berlim. A East Side Gallery foi fundada após a bem-sucedida fusão de duas associações de artistas alemães: a VBK e a BBK. Os membros fundadores foram Bodo Sperling, Barbara Greul Aschanta, Jörg Kubitzki e David Monti.
É possível que a galeria seja a maior e mais duradoura ao ar livre de todo o mundo e reúne pinturas de Jürgen Grosse, Dimitri Vrubel, Siegfrid Santoni, Bodo Sperling, Kasra Alavi e outros.
Em julho de 2006, para facilitar o acesso ao rio Spree vindo do O2 World, uma seção de 40 metros foi movido um pouco a oeste, paralela à posição original.

## Galeria de fotos

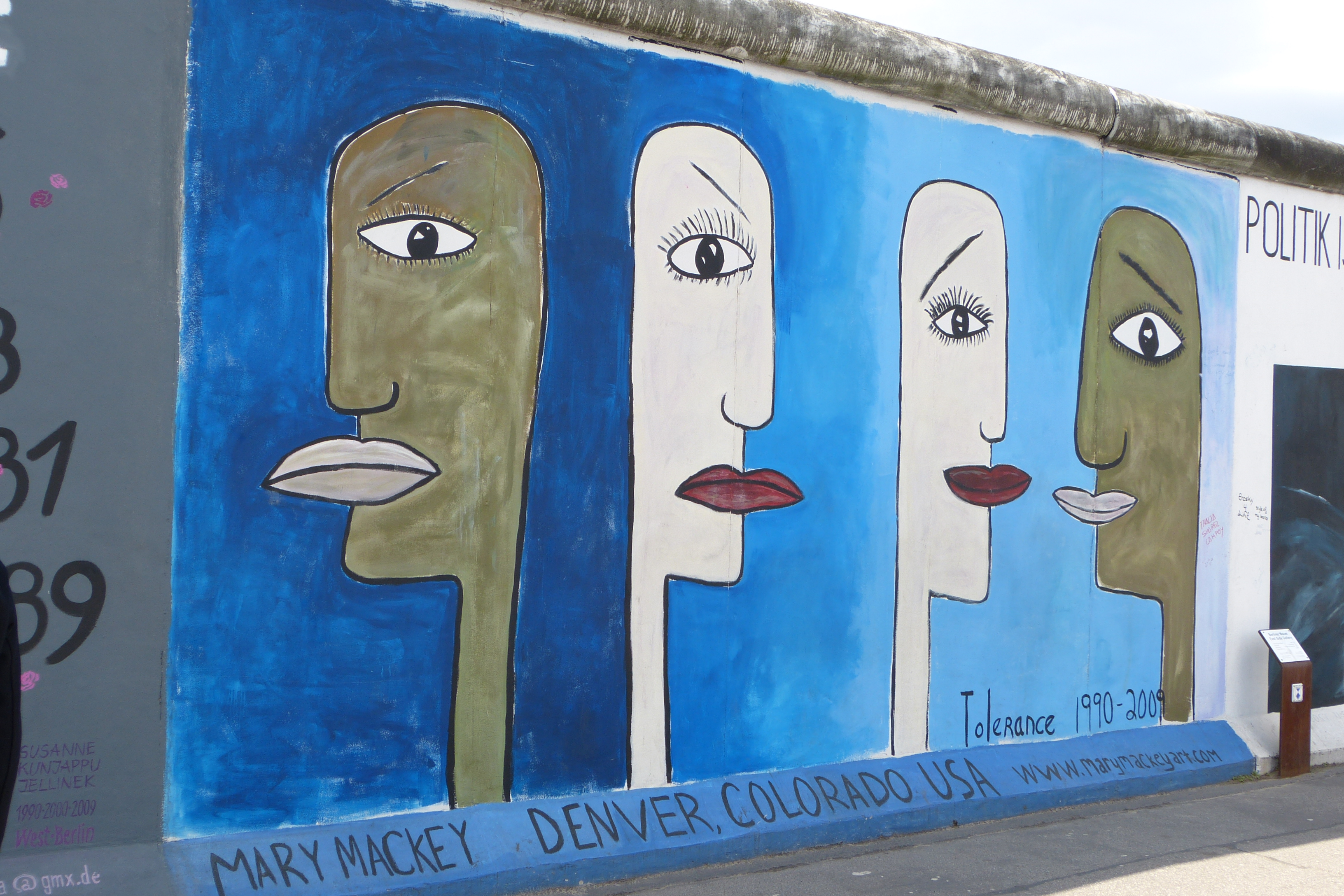
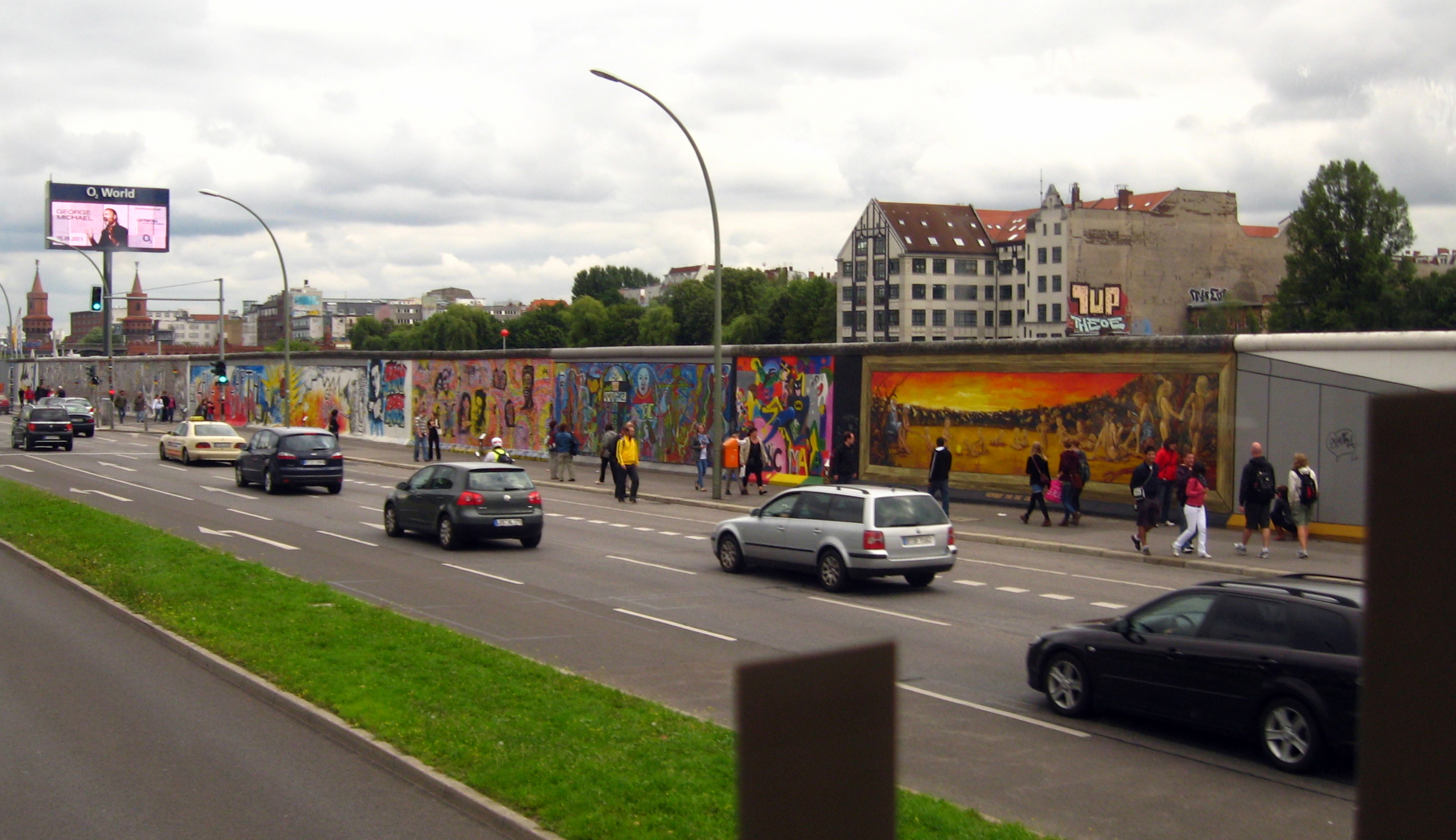
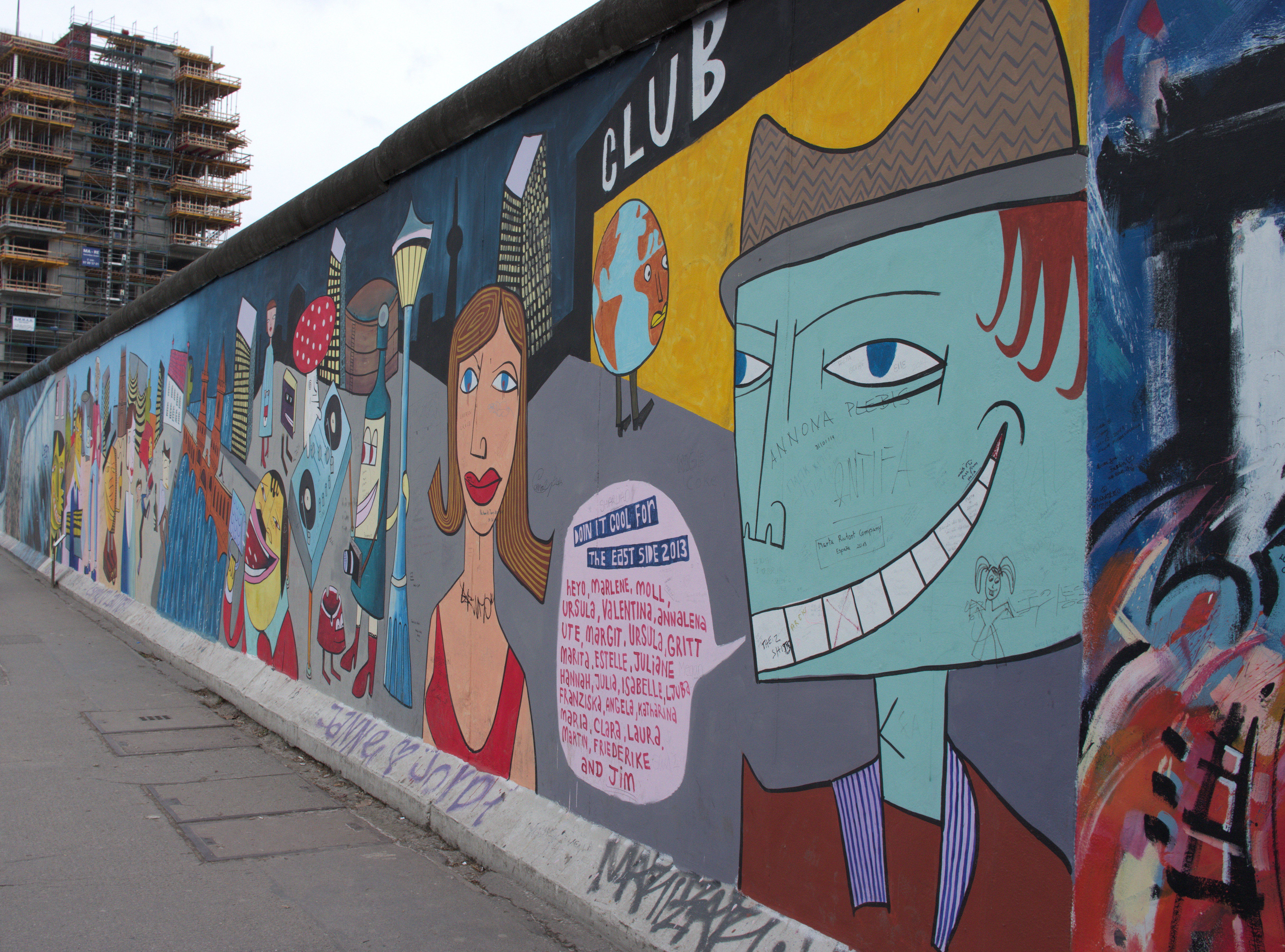
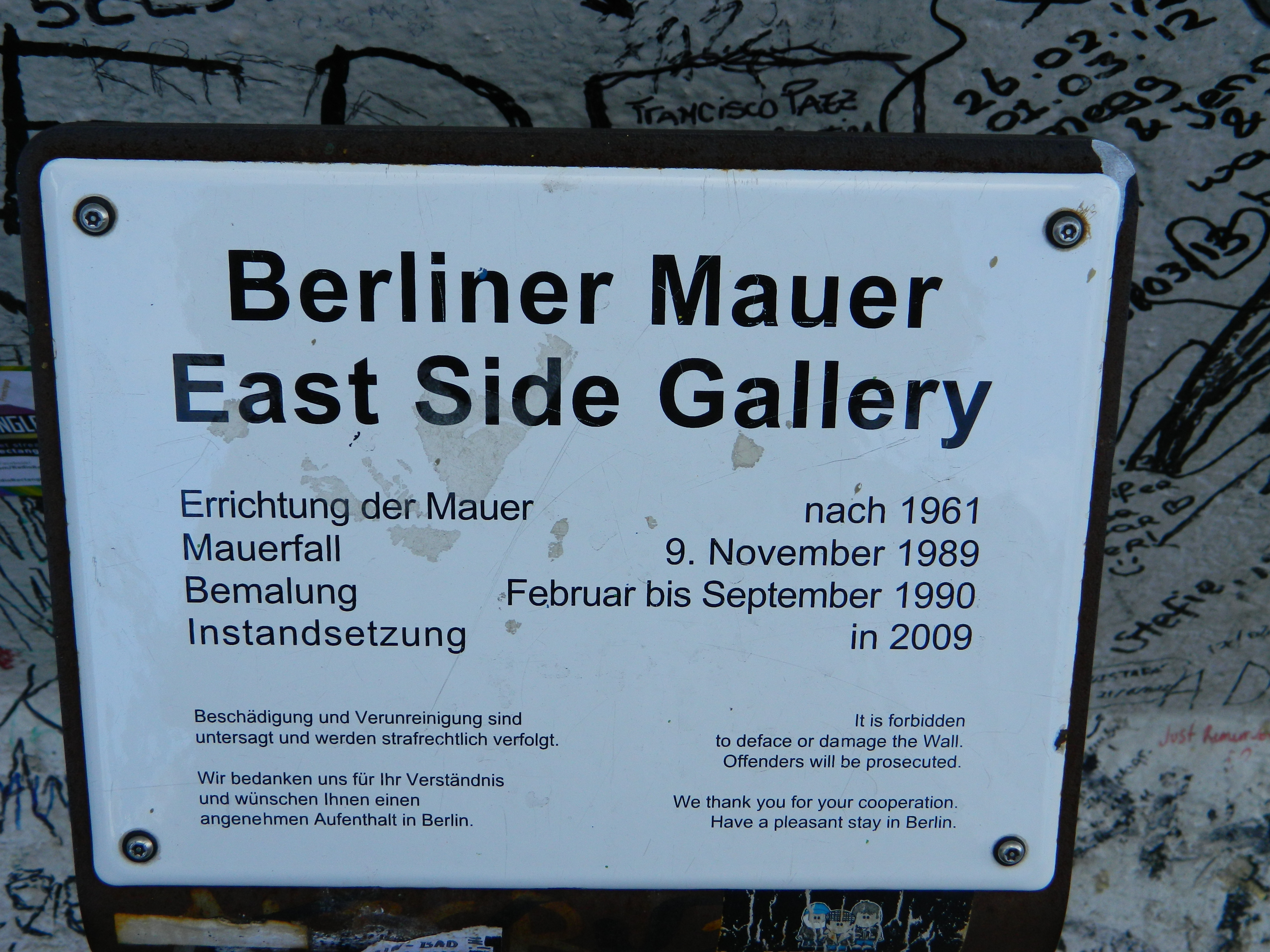
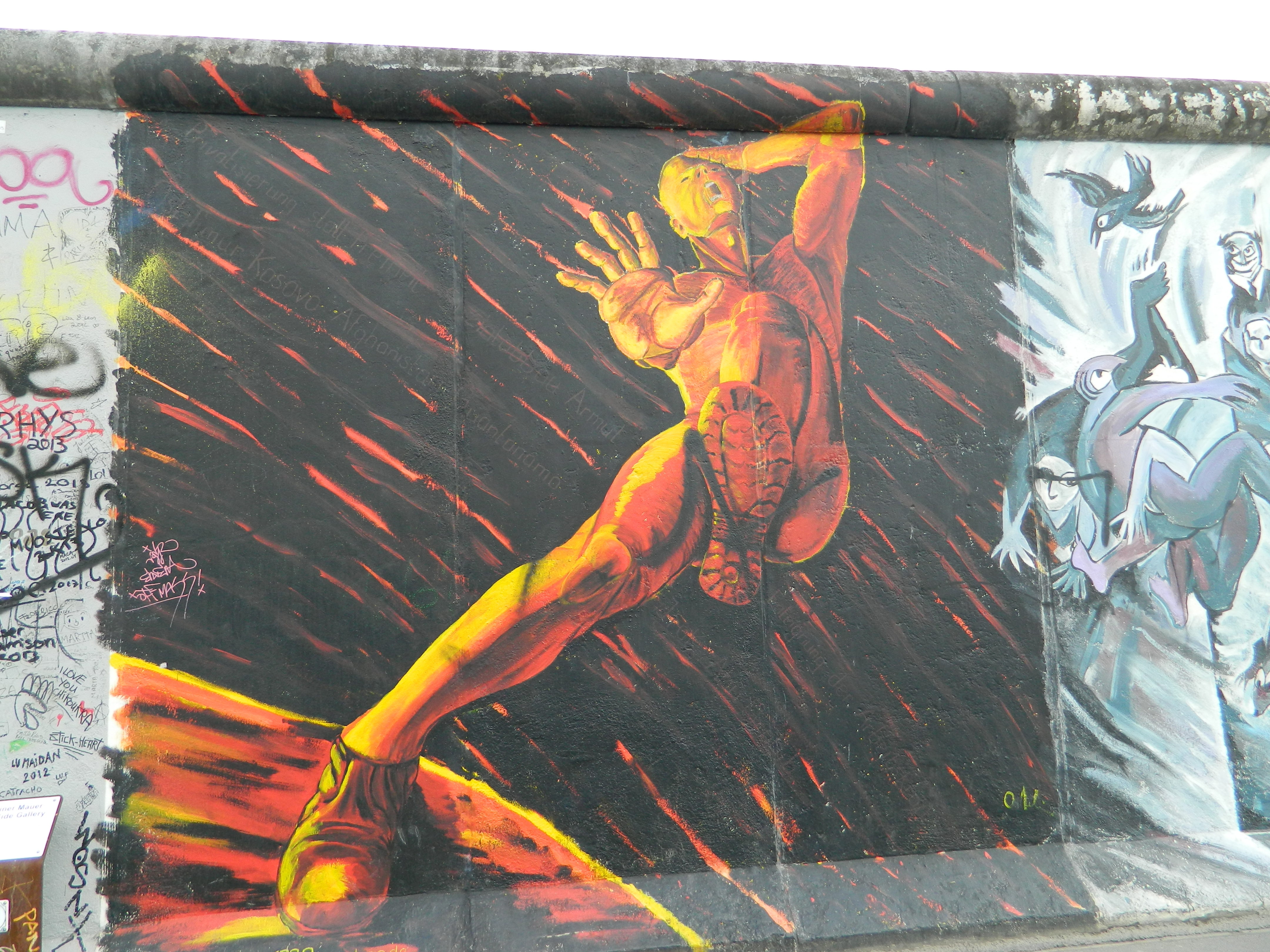
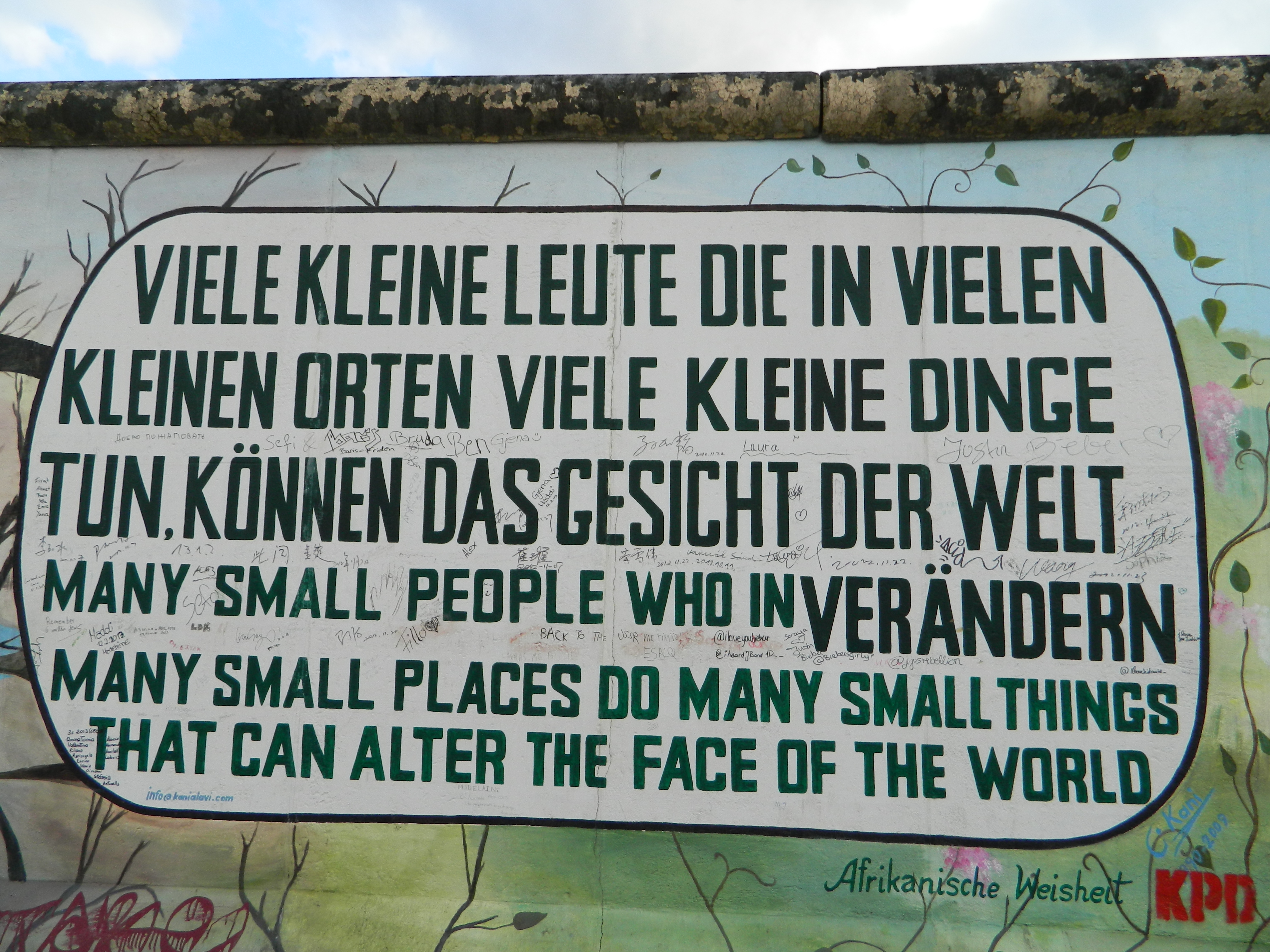
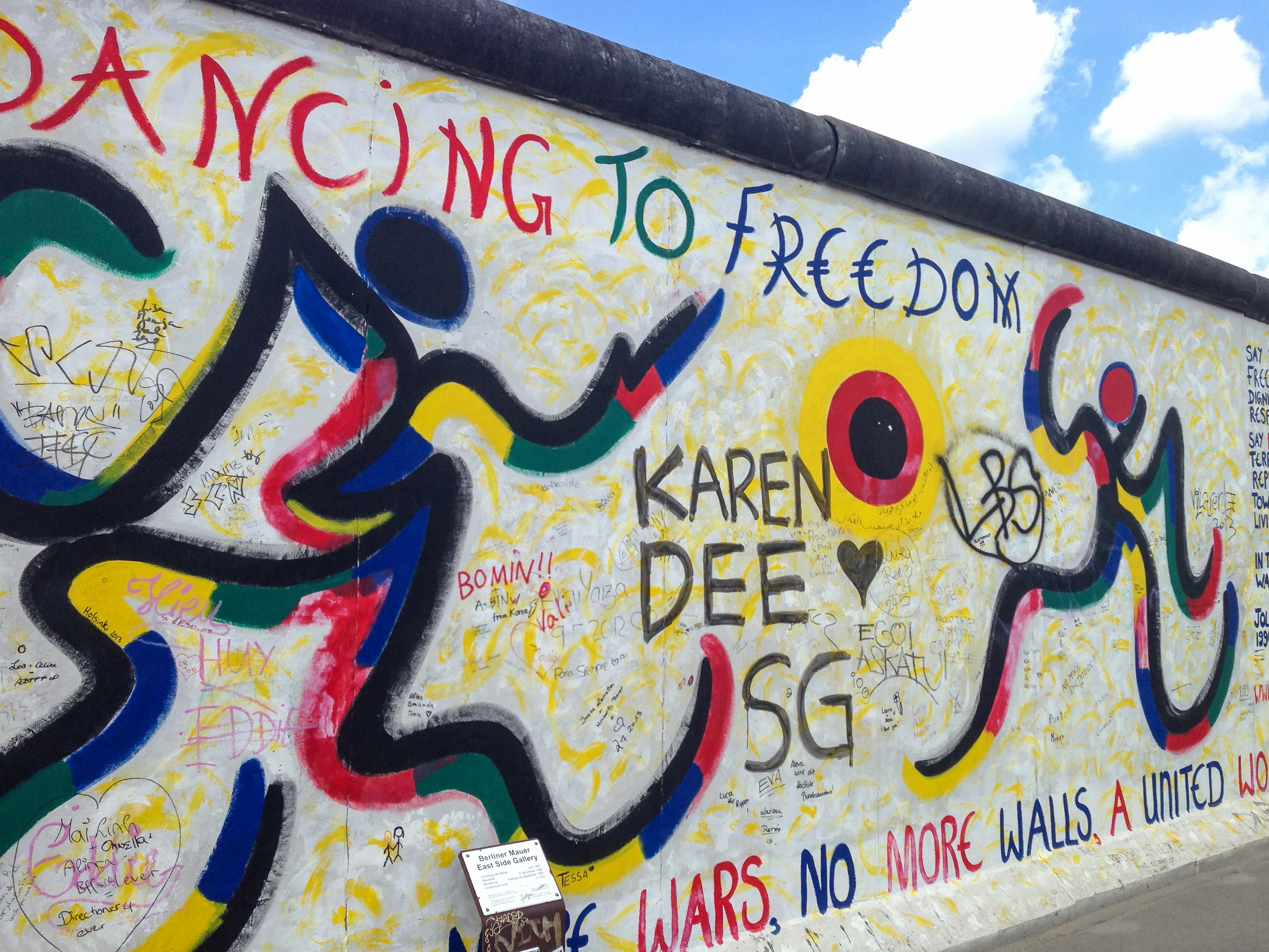
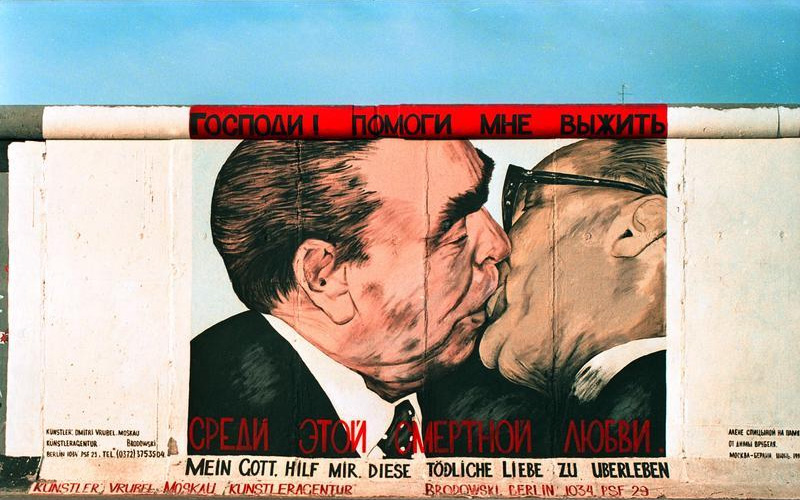
"Mein Gott hilf mir, diese tödliche Liebe zu überleben": uma das obras mais famosas expostas na galeria East Side Gallery.
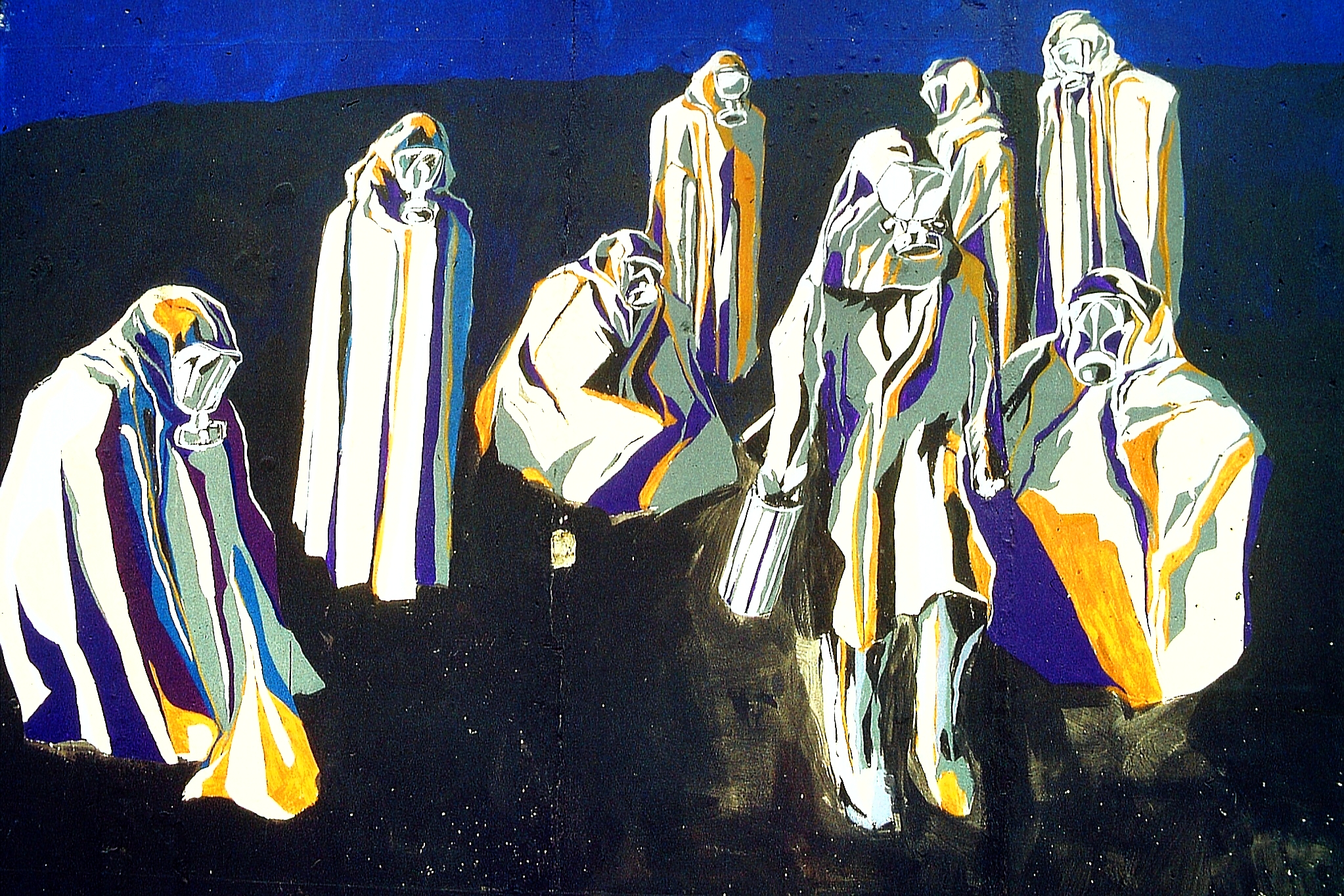
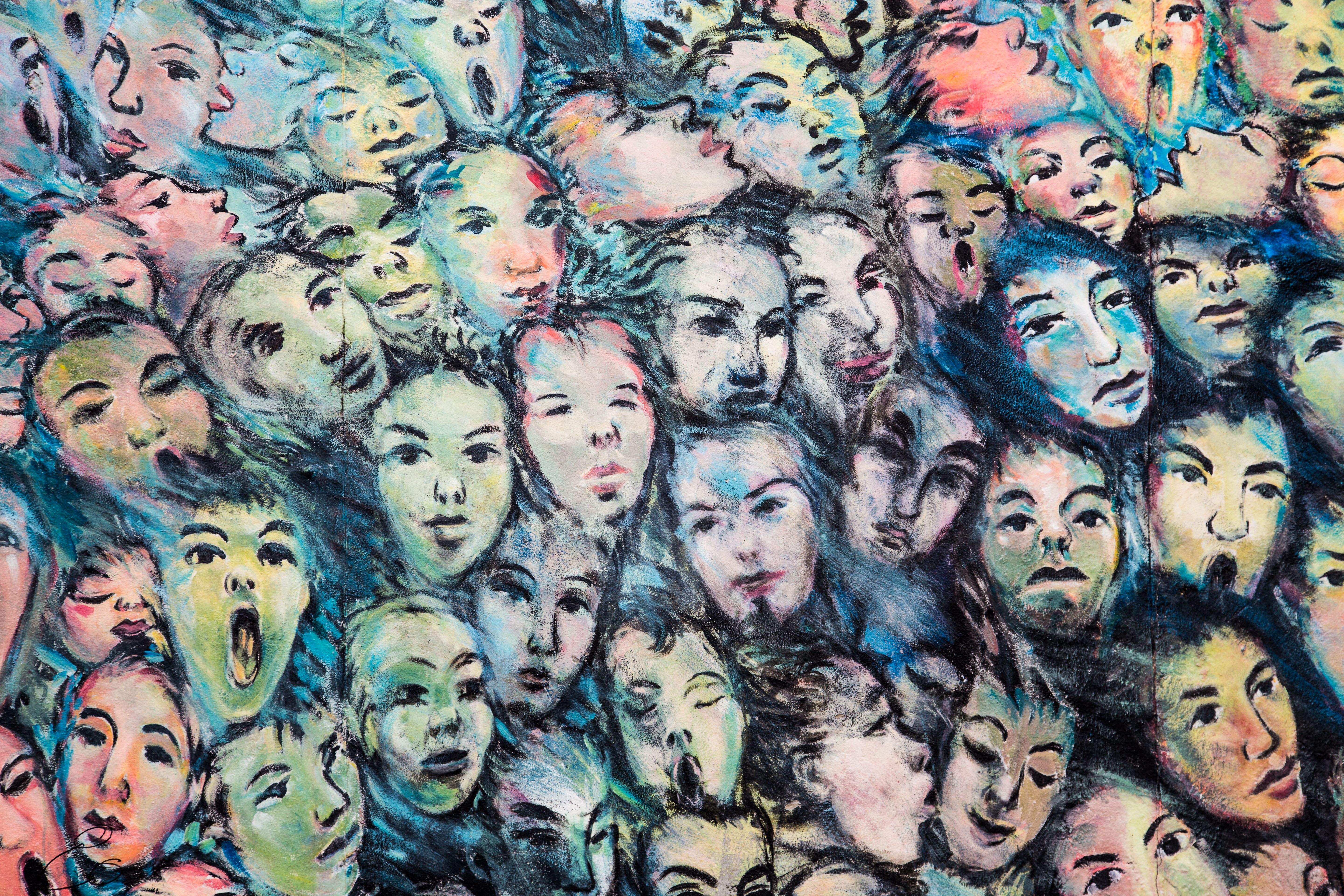
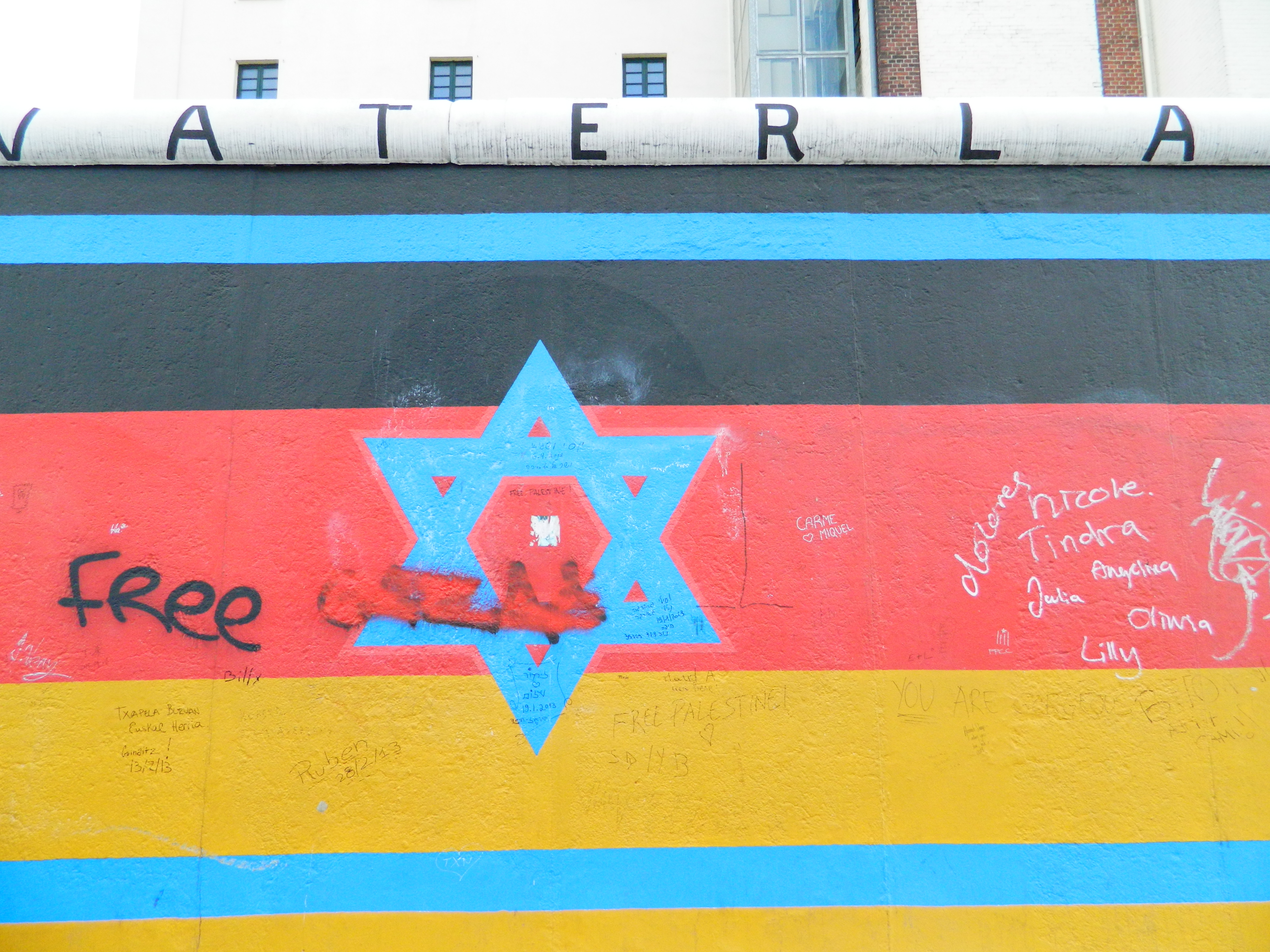
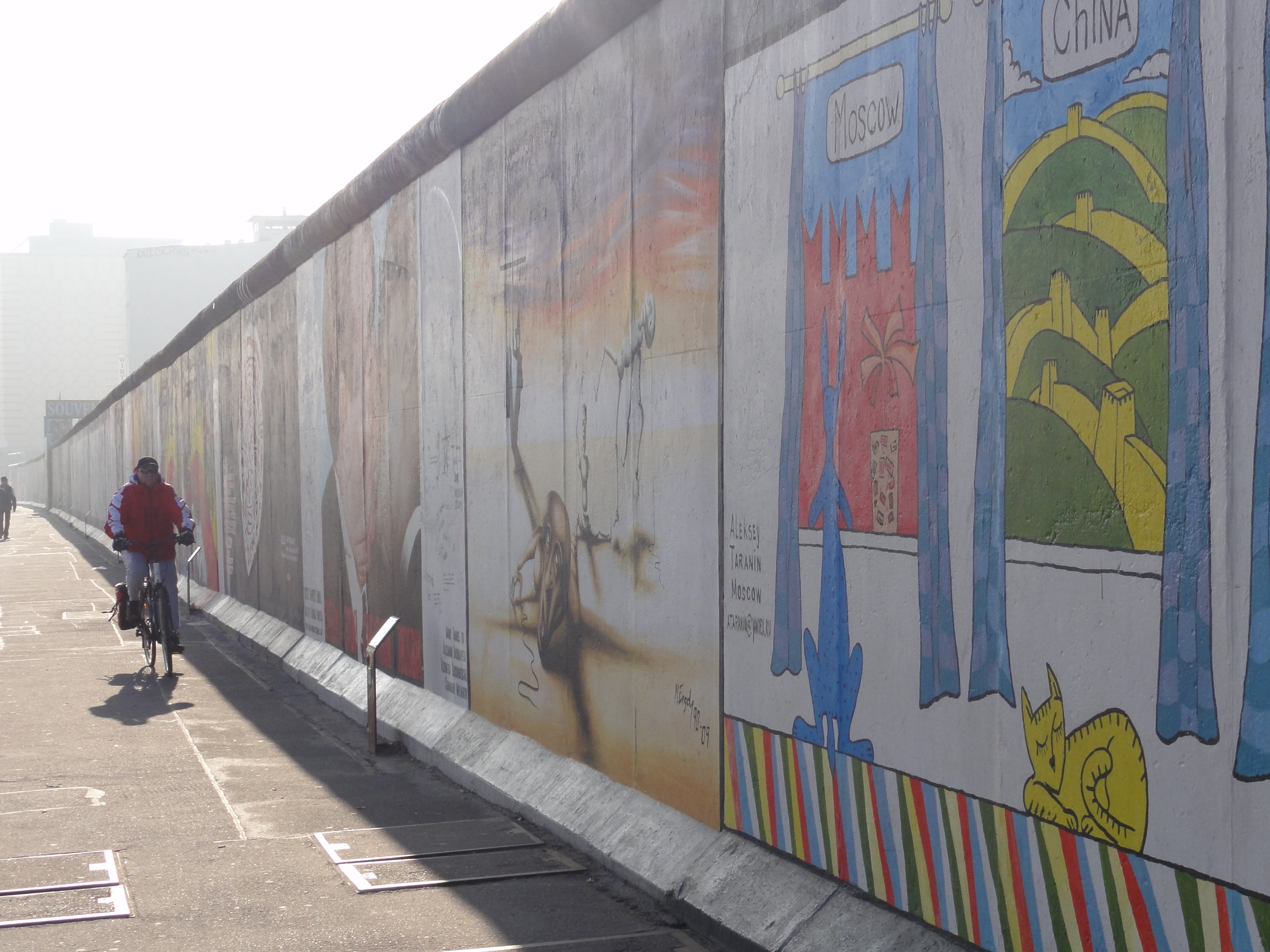